# ITT Automotive Detroit Grand Prix 1995
ITT Automotive Detroit Grand Prix 1995 var ett race som var den åttonde deltävlingen i PPG IndyCar World Series 1995. Racet kördes den 11 juni på Belle Isle Park i Detroit, Michigan. Robby Gordon tog hem sin andra seger för säsongen, vilket gjorde att han klev fram som en genuin titelkandidat. Jacques Villeneuve behöll mästerskapsledningen, trots att han inte blev bättre än nia.

## Slutresultat
| Plats | Förare               | Team                     | Grid | Kvaltid  |
| ----- | -------------------- | ------------------------ | ---- | -------- |
| 1     | Robby Gordon         | Walker Racing            | 1    | 1.09,795 |
| 2     | Jimmy Vasser         | Chip Ganassi Racing      | 14   | 1.10,838 |
| 3     | Scott Pruett         | Patrick Racing           | 5    | 1.10,388 |
| 4     | Michael Andretti     | Newman/Haas Racing       | 6    | 1.10,445 |
| 5     | Al Unser Jr.         | Marlboro Team Penske     | 2    | 1.09,978 |
| 6     | Adrián Fernández     | Galles Racing            | 7    | 1.10,453 |
| 7     | Teo Fabi             | Forsythe Racing          | 3    | 1.09,991 |
| 8     | Paul Tracy           | Newman/Haas Racing       | 4    | 1.10,119 |
| 9     | Jacques Villeneuve   | Forsythe Racing          | 9    | 1.10,679 |
| 10    | Emerson Fittipaldi   | Marlboro Team Penske     | 17   | 1.11,197 |
| 11    | Stefan Johansson     | Bettenhausen Motorsports | 12   | 1.10,783 |
| 12    | Danny Sullivan       | PacWest Racing           | 10   | 1.10,691 |
| 13    | Marco Greco          | Galles Racing            | 21   | 1.11,997 |
| 14    | Hiro Matsushita      | Arciero-Wells Racing     | 26   | 1.15,419 |
| 15    | Maurício Gugelmin    | PacWest Racing           | 11   | 1.10,730 |
| 16    | Gil de Ferran        | Jim Hall Racing          | 16   | 1.11,112 |
| 17    | Christian Fittipaldi | Walker Racing            | 13   | 1.10,815 |
| 18    | André Ribeiro        | Tasman Motorsports       | 19   | 1.11,459 |
| 19    | Parker Johnstone     | Comptech Racing          | 27   | 1.15,441 |
| 20    | Eliseo Salazar       | Dick Simon Racing        | 24   | 1.12,934 |
| 21    | Carlos Guerrero      | Dick Simon Racing        | 28   | 1.15,736 |
| 22    | Christian Danner     | Project Indy             | 23   | 1.12,218 |
| 23    | Eric Bachelart       | Payton/Coyne Racing      | 25   | 1.13,053 |
| 24    | Bobby Rahal          | Rahal-Hogan Racing       | 8    | 1.10,637 |
| 25    | Eddie Cheever        | A.J. Foyt Enterprises    | 20   | 1.11,697 |
| 26    | Alessandro Zampedri  | Payton/Coyne Racing      | 22   | 1.12,145 |
| 27    | Bryan Herta          | Chip Ganassi Racing      | 18   | 1.11,298 |